# Ximending
Ximending (en chinois traditionnel : 西門町 ; chinois simplifié : 西门町 ; pinyin : Xīméndīng ; Wade : Hsi-men-ting ; pe̍h-ōe-jī : Se-mn̂g-teng) est une zone commerçante du district de Wanhua, dans la ville de Taipei, la capitale de Taïwan. Ximending est une attraction touristique populaire auprès des touristes internationaux et des jeunes. Ximending est souvent appelé le « Harajuku de Taïpei » ou le « Shibuya de Taïpei ».

## Histoire

### Nom
L’aire piétonne de Ximending a été nommée d’après l’ancien nom Seimon-chō (西門町), en vigueur sous administration japonaise, et qui se référait aux alentours de la porte ouest de la ville. Seimon-chō incluait alors les emplacements des actuelles rues Chengdu Road (成都路), Xining South Road (西寧南路), Kunming Street (昆明街) et Kangding Road (康定路). Cependant, l’aire piétonne de Ximending n’inclut pas seulement Seimon-chō mais également Wakatake-chō (若竹町) et Shinki-chō (新起町). Historiquement, la graphie du lieu était Hsimenting, basée sur la romanisation Wade-Giles du chinois. La présence de l’idéogramme chō (町) est inhabituel en chinois et témoigne de la présence japonaise, où ce caractère est au contraire fortement utilisé dans le cadre du système des municipalités nippones.

### Origines
Le nom de Ximending provient de sa situation géographique, près de la porte ouest de Taïpei. Au début de l’occupation japonaise, c’est une étendue sauvage, traversée par une route qui reliait la capitale à la ville de Bangka (l’actuel Wanhua). Après plusieurs années, les Japonais décident de suivre l’exemple d’Asakusa à Tokyo en développant les entreprises et les lieux de divertissements, comme Taihokuza en 1897, Eiza (aujourd’hui New Wanguo Market) en 1902 et le Red House Theater en 1908. 

### Le quartier du cinéma
Ximending commence à être reconnu pour ses théâtres et ses cinémas dans les années 1930, et sa popularité atteint des sommets après la défaite du Japon. Dans les années 1950, la sous-capacité était même devenue criante, chaque cinéma étant régulièrement comble. Si bien qu’à un certain moment, Wuchang St Section 1 possédait dix cinémas. Dans les années 1960 s’établit également le Red Envelope Club, un cabaret imitant le style de Shanghaï et proposant des chansons chinoises des années 1920 à 1950. Cependant, dans les années 1990, alors que Taïpei se développe à l’Est, loin de Ximending, le quartier perd de son attrait. En 1999, la ville de Taïpei, soutenue par les commerçants, opère une piétonisation de Ximending, interdisant l’accès aux véhicules les jours de semaines et les jours fériés. Ce changement urbain attire les jeunes consommateurs et permet au quartier de se métamorphoser en lieu branché et commercial. De nos jours, Ximending compte une vingtaine de cinémas et six mille boutiques, et attire les foules grâce à ses concerts et spectacles de rue.

## Sites historiques
Grâce à sa longue histoire, Ximending accueille plusieurs sites historiques. Construit sous l’administration japonaise, le temple de Mazu de Ximending a une grande importance historique. À l’origine un marché, le Red House Theater témoigne de l’urbanisation japonaise du quartier. Il est maintenant un espace d'art et d'exposition. 
La Porte ouest, qui a donné son nom au quartier, ainsi que les murs défensifs ont été abattus en 1905. Le marché Chunghua se trouvait non loin, mais a été démoli en 1992.

## Popularité
Ximending attire en moyenne 3 millions de personnes par mois. Souvent comparé à Harajuku à Tokyo, c’est le cœur de la jeunesse taïwanaise ainsi que des Harizu 哈日族, les fans de culture japonaise. Les magasins vendent essentiellement des vêtements, des livres, des albums, une grande partie en provenance du Japon. On trouve des petits revendeurs comme de larges centres commerciaux, notamment Wannien Department Store et Shizilin Square pendant la journée, et Wanguo Departement Store et Eslite 116 plus tard dans la nuit. 
C'est le centre de la mode taïwanaise et de la culture sud-coréenne et japonaise. Le quartier accueille de nombreux clubs et pubs dans ses environs, ainsi que des cinémas et des karaokés.[réf. nécessaire]

## Transports
Ximending est aisément accessible depuis la station Ximen du métro de Taïpei (ligne Bannan et ligne Songshan-Xindian), ainsi que par bus, grâce aux nombreuses lignes parcourant la route Zhonghua.